# Ross-Nebengebiet
Das Ross-Nebengebiet (englisch Ross Dependency) ist der von Neuseeland beanspruchte Anteil an der Antarktis. Es umfasst eine Fläche von etwa 750.310 km² (davon 336.770 km² Schelfeis) zwischen 160° östlicher und 150° westlicher Länge.

## Geografie
Das Gebiet umfasst Teile des Viktorialands sowie die Scott-Insel und die Balleny-Inseln, ferner die Edward-VII-Halbinsel und die Siple-Küste östlich des Ross-Meeres und -Schelfeises, die geographisch zum Marie-Byrd-Land gehören. Das ist fast die zweifache Größe von Neuseeland selbst.

## Politik
Neuseelands Ansprüche auf das Gebiet werden international nicht anerkannt und sind aufgrund des Antarktisvertrages derzeit aufgeschoben.
Die britische Regierung definierte durch eine Order in Council am 30. Juli 1923 Name und Grenzen des Gebietes und übertrug dessen Verwaltung mit Wirkung vom 16. August 1923 an das damalige Dominion Neuseeland.

## Stationen
Das Gebiet ist nicht permanent bewohnt, tatsächlich sind aber immer etwa 280 Wissenschaftler auf der Ross-Insel stationiert, hauptsächlich in der McMurdo-Station und der Scott Base. Einige weitere Staaten, darunter auch Deutschland, unterhalten nur zeitweilig besetzte Sommerstationen in Victorialand. Neuseeland betreibt seit 1957 ein Postamt in der Scott Base, das von 1957 bis 1987 und erneut seit 1994 Briefmarken mit der Inschrift Ross Dependency verwendet.